# José Manuel López Rodrigo
José Manuel López Rodrigo  (Madrid, 8 de junio de 1966) es un activista social e ingeniero agrónomo español, diputado de la x legislatura de la Asamblea de Madrid dentro del Grupo Parlamentario de Podemos.

## Biografía

### Orígenes familiares y adolescencia
Vecino de Hortaleza (Madrid). Participa desde la adolescencia en los movimientos juveniles y sociales de Hortaleza. Fue el primer presidente de Radio Enlace de Hortaleza, una de las emisoras comunitarias de referencia en Madrid.

### Carrera universitaria
Se licenció como Ingeniero Agrónomo por la Universidad Politécnica de Madrid en el año 1990 y se diplomó en Ordenación del Territorio, Urbanismo y Medio Ambiente en la Universidad Politécnica de Valencia en 1992.

### Trayectoria profesional
Dio sus primeros pasos trabajando en la cooperación internacional primero en Santiago (Chile) en el año 1990 y después en el Azuay (Ecuador) entre 1993 y 1996 trabajando en proyectos de desarrollo y de planificación. Tras un lapso de dos años trabajando como ingeniero consultor, volvió al área social desempeñándose desde 1998 en  Cáritas Española. En esta organización dirigió el Área de acción social, así como la Dirección Técnica de la Fundación FOESSA y de la revista de sociología Documentación Social. En 2005 se incorpora a la fundación pública Pluralismo y Convivencia adscrita al Ministerio de Justicia como Gerente, para asumir el cargo de director general entre 2008 y 2013. En 2013 asume la dirección del Centro de Estudios Económicos Tomillo (CEET), perteneciente a la Fundación Tomillo hasta su incorporación a la política en marzo de 2015.
Ha sido diputado en la Asamblea de Madrid entre 2015 y 2019. Entre 2020 y 2023 dirigió el plan Justicia 2030/PRTR del Ministerio de Justicia, que desarrolla la innovación a través del Plan de Recuperación, Transformación y Resiliencia.

### Participación social
Desde hace años forma parte del tejido asociativo de Madrid. Primero en las asociaciones juveniles de Hortaleza y después en proyectos radiofónicos comunitarios. Ha sido vicepresidente de la asociación de la Banca Ética, vicepresidente de la Federación Española de Entidades de Empresas de Inserción (FEEDEI) y miembro de la Junta Directiva de la Comisión Española de Ayuda al Refugiado (CEAR). Forma parte del colectivo “Qué Hacemos” que edita la colección con el mismo nombre de análisis político y social. Fue activista del Movimiento 15-M y es miembro del círculo 3E de Podemos (Economía, Ecología y Energía) y del Círculo de Hortaleza. En enero de 2015 fue elegido consejero en el Consejo Ciudadano de Madrid.

### Participación  política
En las Elecciones a la Asamblea de Madrid de 2015 fue cabeza de lista de Podemos obteniendo un 18,64% del censo electoral, siendo la tercera fuerza política de la comunidad tras el Partido Popular y el Partido Socialista Obrero Español. Previamente su candidatura había sido refrendada por las elecciones primarias de su partido con un 84,2% de aprobación.
Tras las elecciones en la comunidad autónoma, fue nombrado portavoz en el Grupo parlamentario de Podemos en la Asamblea de Madrid. Hasta que en 2016 fue cesado como portavoz por la dirección regional del partido, encabezada por Ramón Espinar Merino y afín a las tesis de Pablo Iglesias. Así mismo, Lorena Ruiz-Huerta del sector Anticapitalista fue nombrada como nueva portavoz. En mayo de 2019, al terminar la legislatura, abandona la militancia en Podemos.
Desde noviembre de 2023 es el director del gabinete de la ministra de Sanidad, Mónica García.
En 2019 publicó el ensayo "Microcracia" (Ed. Clave Intelectual), prologado por Manuela Carmena, con una segunda edición corregida y aumentada en 2020. En él se hace un análisis de los cambios en España desde la crisis de 2008 y se abordan políticas concretas para dar respuesta a la realidad social post-crisis.

## Obras escritas
Libros
López, José Manuel. "Microcracia. Política para hacer un país desde su gente". Editorial Clave Intelectual. Madrid. 2019.

Artículos de revistas
- López Rodrigo, José Manuel (2009). «La gestión de la diversidad religiosa desde la perspectiva pública». Laicidad y libertades: escritos jurídicos Nº9, 1. ISSN 1696-6937.

- López Rodrigo, José Manuel (2008). «Que hablando de migración... 50 años no es nada». Documentación Social Nº149-150: 177-202. ISSN 0417-8106.

- López Rodrigo, José Manuel (2007). «La segunda generación no es inmigrante». Documentación Social Nº147 - Ejemplar dedicado a Migraciones y desarrollo: 129-146. ISSN 0417-8106.

- Dávila, Luis; Jerez, Ariel; López Rodrigo, José Manuel; (2006). «¿Hacia dónde van las radios sociales?». Documentación Social Nº140: 91-110. ISSN 0417-8106.

- López Rodrigo, José Manuel (1998). «Chiapas: una imagen sobre un espejo convexo». Documentación Social Nº113 - Ejemplar dedicado a El Despertar de América Latina: 171-186. ISSN 0417-8106.

Colaboraciones en obras colectivas
- «Las minorías religiosas en el marco de una sociedad pluralista. La educación en una sociedad pluralista». Universidad Carlos III, ADG-N Libros. Madrid. 2011.

- «La normalización de la comunidad judía desde la perspectiva pública: financiación y gestión local. Los judíos en España». Delta Publicaciones. Madrid. 2010.

- La sociedad española ante el reto de la inmigración. De ida y vuelta. 2010. Icaria Editorial. Madrid. La financiación de las confesiones religiosas. Algunas cuestiones controvertidas del ejercicio del derecho fundamental de libertad religiosa en España.

- «Muslims in Spain and islamic religious radicalism. Ethno-religious conflict in Europe». Centre for European Policy Studies. Bruselas. 2009.

- «La législation espagnole et la pratique du culte. Le statut juridique de l' Islam en Europe». Actes du colloque international organisé par le Conseil de la communauté marocaine à l' étranger, Fès, 14 et 15 Mars 2009, 2010: 81-86. 2009.

- Integración e inmigración. Actuar ante la exclusión: análisis, políticas y herramientas para la inclusión social / coord. por Germán Jaraíz Arroyo. 2009. pp. 197-215.

- «Una propuesta para la convivencia en España. Travessias na desorden global». Ediciones Paulinas. Sao Paulo (Brasil). 2005.

- «Gente que mueve su casa». PPC. Madrid. 2005.

- Dávila, Luis; López Rodrigo, José Manuel (2004). «Callos y guatitas. Secreto a voces: Radio, NTICs e interactividad». FAO. Roma.

- «As migracoes na Europa. Migrasoes: discriminacao e alternativas». Ediciones Paulinas. Sao Paulo (Brasil). 2004.

- «Una receta radial sobre la emigración, el desarrollo y la comunicación. La práctica inspira». ALER. Quito. 2004.

- Jerez, Ariel; López Rodrigo, José Manuel (2004). «Las radios sociales y el movimiento por la democratización de la comunicación. La red en la calle». Icaria editorial. Barcelona.

- «Radio and migration in Ecuador and Spain. The one to watch: radio, new ICTs and interac-tivity». FAO. Roma. 2003.

- «Dignos e indignados: recuperar la política. Diálogo entre José Luis San Pedro y JoséManuel López. Ciudadanos de Babel». Punto de lectura. Madrid. 2002.